# Deutsche Freie-Partie-Meisterschaft 2017/18
Die Deutsche Freie-Partie-Meisterschaft 2017/18 ist eine Billard-Turnierserie und fand vom 4. bis zum 5. November 2017 in Bad Wildungen
zum 50. Mal statt.

## Geschichte
Manuel Orttmann aus Ilmenau gewann seinen ersten DM-Titel in der Freien Partie. In einem zähen Finalmatch gegen Sven Daske siegte er mit 300:167 in mageren neuen Aufnahmen. Im Halbfinale gegen Markus Meleski konnte er sich aber erst in der Verlängerung mit 30:1 durchsetzen. Der Titelverteidiger Daske hatte bereits in den Gruppenspielen in zwei Aufnahmen gegen Melerski, der am Ende mit Dieter Steinberger Dritter wurde, mit 2:250 verloren.
Die Ergebnisse sind aus eigenen Unterlagen. Ergänzt wurden Informationen aus der österreichischen Billard-Zeitung Billard.

## Modus
Gespielt wurden zwei Vorrundengruppen à vier Spieler im Round-Robin-Modus bis 250 Punkte oder 15 Aufnahmen. Die zwei Gruppenbesten kamen ins Halbfinale und spielten bis 300 Punkte den Sieger aus.
Die Endplatzierung ergab sich aus folgenden Kriterien:
1. Matchpunkte
2. Generaldurchschnitt (GD)
3. Höchstserie (HS)

## Teilnehmer
1. Thomas Berger (Oberursel), Titelverteidiger
2. Sven Daske (Langendamm)
3. Carsten Lässig (Coesfeld)
4. Markus Melerski (Hilden)
5. Manuel Orttmann (Ilmenau)
6. Christian Pöther (Dortmund)
7. Arnd Riedel (Wedel)
8. Dieter Steinberger (Kempten)

## Turnierverlauf

### Gruppenphase
| MP    | Match Points (Sieger = 2; Unentschieden = 1; Verlierer = 0) |
| Pkte. | Erzielte Karambolagen                                       |
| Aufn. | Benötigte Versuche                                          |
| GD    | Generaldurchschnitt                                         |
| BED   | Bester Einzeldurchschnitt eines Spielers                    |
| HS    | Höchstserie                                                 |
|       | Bester GD des Turniers                                      |
|       | Bester ED des Turniers                                      |
|       | Beste HS des Turniers                                       |
|       | 1. Platz (Gold)                                             |
|       | 2. Platz (Silber)                                           |
|       | 3. Platz (Bronze)                                           |

| Platz                      | Name            | MP  | Pkte. | Aufn. | GD     | BED    | HS  |
| -------------------------- | --------------- | --- | ----- | ----- | ------ | ------ | --- |
| 1                          | Markus Melerski | 6:0 | 657   | 21    | 31,28  | 125,00 | 228 |
| 2                          | Sven Daske      | 4:2 | 502   | 5     | 100,40 | 250,00 | 250 |
| 3                          | Thomas Berger   | 2:4 | 330   | 23    | 14,34  | 41,66  | 240 |
| 4                          | Carsten Lässig  | 0:6 | 142   | 11    | 12,90  | –      | 82  |
| Gruppendurchschnitt: 27,18 |                 |     |       |       |        |        |     |

| Platz                      | Name               | MP  | Pkte. | Aufn. | GD     | BED    | HS  |
| -------------------------- | ------------------ | --- | ----- | ----- | ------ | ------ | --- |
| 1                          | Dieter Steinberger | 4:2 | 719   | 7     | 102,71 | 125,00 | 219 |
| 2                          | Manuel Orttmann    | 4:2 | 582   | 12    | 48,50  | 125,00 | 248 |
| 3                          | Arnd Riedel        | 4:2 | 509   | 14    | 38,35  | 62,50  | 207 |
| 4                          | Christian Pöther   | 0:6 | 213   | 9     | 23,66  | –      | 90  |
| Gruppendurchschnitt: 48,16 |                    |     |       |       |        |        |     |

### Finalrunde
| 1. Halbfinale      |     |         |   |        |        |     |
| Markus Melerski    | 0:2 | 300(1)  | 2 | 150,00 | 150,00 | 299 |
| Manuel Orttmann    | 2:0 | 300(30) | 2 | 150,00 | 150,00 | 297 |
| 2. Halbfinale      |     |         |   |        |        |     |
| Sven Daske         | 2:0 | 300     | 1 | 300,00 | 300,00 | 300 |
| Dieter Steinberger | 0:2 | 0       | 1 | 0,00   | –      | 0   |

| Finale          |     |     |   |       |       |     |
| Manuel Orttmann | 2:0 | 300 | 9 | 33,33 | 33,33 | 161 |
| Sven Daske      | 0:2 | 167 | 9 | 18,55 | –     | 69  |

## Abschlusstabelle
| MP    | Match Punkte (Sieger = 2; Unentschieden = 1; Verlierer = 0) |
| SV    | Satzverhältnis (nur bei Turnieren im Satzsystem)            |
| Pkte. | Erzielte Karambolagen                                       |
| Aufn. | benötigte Aufnahmen                                         |
| GD    | Generaldurchschnitt                                         |
| MGD   | Mannschafts-Generaldurchschnitt                             |
| BED   | Bester Einzeldurchschnitt eines Spielers                    |
| BEMD  | Bester Einzeldurchschnitt einer Mannschaft                  |
| BSD   | Bester Satzdurchschnitt eines Spielers                      |
| HS    | Höchstserie                                                 |
| WRP   | Weltranglistenpunkte                                        |

| Klassement                 | Klassement | Klassement         | Klassement | Klassement | Klassement | Klassement | Klassement | Klassement | Klassement |
| Phase                      | Platz      | Name               | MP         | Pkt.       | Aufn.      | GD         | BED        | HS         |            |
| -------------------------- | ---------- | ------------------ | ---------- | ---------- | ---------- | ---------- | ---------- | ---------- | ---------- |
| Finale                     | 1          | Manuel Orttmann    | 8:2        | 1182       | 23         | 51,39      | 150,00     | 297        |            |
| Finale                     | 2          | Sven Daske         | 6:4        | 969        | 15         | 64,60      | 300,00     | 300        |            |
| Halb- finale               | 3          | Markus Melerski    | 6:2        | 957        | 23         | 41,60      | 150,00     | 299        |            |
| Halb- finale               | 3          | Dieter Steinberger | 4:4        | 719        | 8          | 89,87      | 125,00     | 219        |            |
| Gruppen- phase             | 5          | Arnd Riedel        | 4:2        | 509        | 14         | 38,35      | 62,50      | 207        |            |
| Gruppen- phase             | 6          | Thomas Berger      | 2:4        | 330        | 23         | 14,34      | 41,66      | 240        |            |
| Gruppen- phase             | 7          | Christian Pöther   | 0:6        | 213        | 9          | 23,66      | –          | 90         |            |
| Gruppen- phase             | 8          | Carsten Lässig     | 0:6        | 142        | 11         | 12,90      | –          | 82         |            |
| Turnierdurchschnitt: 39,84 |            |                    |            |            |            |            |            |            |            |